# بيت الأقور (قفل شمر)

تعديل مصدري - تعديل

بيت الاقور هي إحدى قرى عزلة بني جل بمديرية قفل شمر التابعة لمحافظة حجة، بلغ تعداد سكانها 413 نسمة حسب تعداد اليمن لعام 2004.